# Тонколона
Тонколона е озвучително тяло, групов линеен излъчвател. В плътно затворена отзад удължена кутия на една линия са монтирани няколко еднакви (най-често електродинамични) високоговорителя. За равномерно разпределяне на акустичната мощност във вертикална равнина акустичната ос на звуковата колона се насочва към най-далечната озвучавана точка.

## Общ преглед
За да се избегне излъчването на високоговорителя от двете страни (предна и задна), той се поставя в специална кутия от твърд материал, наречена тонколона. Материалът трябва да е твърд, за да се избегне вибрацията на стените от звуковата вълна. За материал се използва пресован талашит, шперплат, а най-добрите тонколони са изработени от мрамор. Тонколоната се облицова отвътре със звукопоглъщащ материал (напр. минерална вата) пак със същата цел.
За снижаване на долната гранична честота на излъчване и за повишаване ефективността на излъчване, в тонколоната се прави т. нар. басрефлектор.
На лицевата плоча на тонколоната е направен отвор с площ S2, В който е монтирана плътно тръбата 1. В обема на тръбата се оформя една акустична трептяща система.
Когато на високоговорителя се подаде един бавно изменящ се електрически сигнал, неговата мембрана също ще започне бавно да трепти. При тези бавни движения на мембраната затвореният обем въздух в кутията ще трепти в пълно съответствие с трептенето на мембраната. От отвора на тръбата ще се излъчват трептения, противоположни на тези, които се излъчват от мембраната на високоговорителя. При повишаване на честотата на входния сигнал, когато тя стане равна и по-голяма от собствената резонансна честота на трептящата акустичната система, ще се получи смяна на поляритета и от отвора звуковата вълна ще излиза във фаза с тази от мембраната на високоговорителя, т.е. двете вълни ще се сумират. Басрефлекторът има недостатък, тъй-като поради завихрянето получено от триенето на въздуха в тръбата се получават нелинейни изкривявания. Ако на мястото на отвора се постави един пасивен високоговорител без намотка, този проблем се елиминира.
Активни тонколони. При тези озвучителни тела в самата колона са вградени и усилвателите на мощност.
Възникналите нелинейни изкривявания в електромеханичната система могат да се намалят с прилагането на електромеханична обратна връзка.
За целта върху мембраната на високоговорителя се монтира датчик, който дава електрически сигнал, пропорционален на скоростта(електродинамичен датчик) или ускорението (пиезоелектричен датчик) на мембраната. Неговият сигнал с помощта на ООВ се подава на входа на усилвателя и така се подобряват редица от параметрите на цялата система. Това решение е подходящо само за активни тонколони.